# Casa Salazar (La Laguna)
La casa Salazar es un palacio de estilo barroco localizado en la ciudad de San Cristóbal de La Laguna, en la isla de Tenerife —Canarias, España—.
Es uno de los ejemplos más destacados de la arquitectura típica del archipiélago que combina también elementos manieristas y neoclásicos.
El palacio es la sede episcopal de la diócesis nivariense.

## Historia
La construcción de la casa-palacio fue iniciada hacia 1629 por Cristóbal Salazar de Frías, quien había llegado a Tenerife a finales del siglo xvi. Las obras fueron continuadas por su hijo Cristóbal Salazar de Frías y Ríos y terminada hacia 1687 por el hijo de este, Cristóbal Lázaro Salazar de Frías y Espinosa, primer Conde del Valle de Salazar y marqués de Estremiana.
En 1891 el obispo Ramón Torrijos y Gómez compra la casa-palacio a Esteban Salazar de Frías y Ponte, VIII Conde del Valle de Salazar, convirtiéndolo en sede de la Diócesis.
El palacio posee incoado expediente de declaración como Bien de Interés Cultural en la categoría de Monumento desde 1982, formando parte además del conjunto histórico considerado Patrimonio de la Humanidad por la Unesco desde 1999.
El 23 de enero de 2006 un incendio arrasó el edificio, quedando prácticamente sólo la fachada de piedra. Tras varios años de restauración y reconstrucción, cuyas obras fueron sufragadas por instituciones públicas, Iglesia, empresas y particulares, el edificio se reinauguró el 19 de junio de 2009.

## El edificio
El edificio dispone de dos plantas, en las que destaca la fachada con su remate central y las llamativas gárgolas con figuras zoomórficas que nos recuerdan al prehispánico americano. El frontispicio del palacio concluye con un parapeto central adornado con el escudo de mármol de la familia Salazar.

### Capilla del Obispado
Uno de los elementos más destacados de la Casa Salazar es la Capilla del Obispado, fruto del trabajo de un grupo internacional y ecuménico dirigido por el jesuita esloveno, Marko Ivan Rupnik. Este autor y su equipo ya habían trabajado para la Ciudad del Vaticano, la Catedral de la Almudena de Madrid y el Santuario de Lourdes, entre otros.
La capilla fue inaugurada en mayo de 2010 y representa en su mosaico central de estilo bizantino u ortodoxo el misterio de Pentecostés. En ella, según el autor, «la Virgen aparece rodeada de los apóstoles sobre los que desciende el Espíritu y, en su manto rojo, acoge a toda la Iglesia y, por tanto, a esta diócesis, en la que garantiza la unidad y el dinamismo misionero». La capilla se diseñó y se construyó en Roma, y tras su terminación los miles de mosaicos fueron llevados a Tenerife. Además del tema central, en la capilla también están inscritos los nombres de santos y beatos de esta diócesis, tales como san Pedro de San José Betancur, san José de Anchieta, beatos Mártires de Tazacorte y sor María de Jesús de León y Delgado.
Esta capilla es una de las obras de arte más importantes de la Diócesis de Tenerife y considerada la joya del arte moderno religioso en Canarias.

## Galería

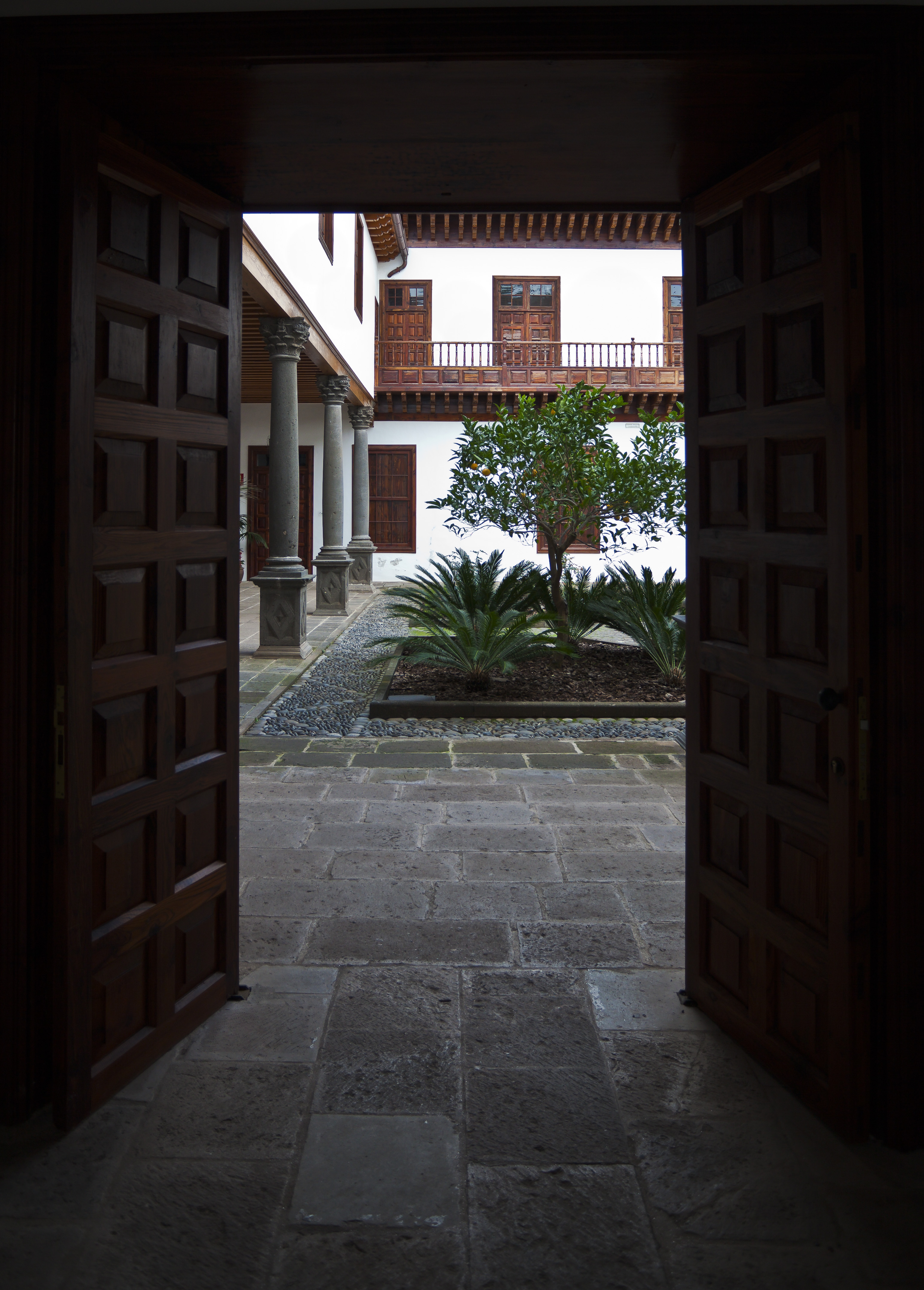
Interior del Palacio.
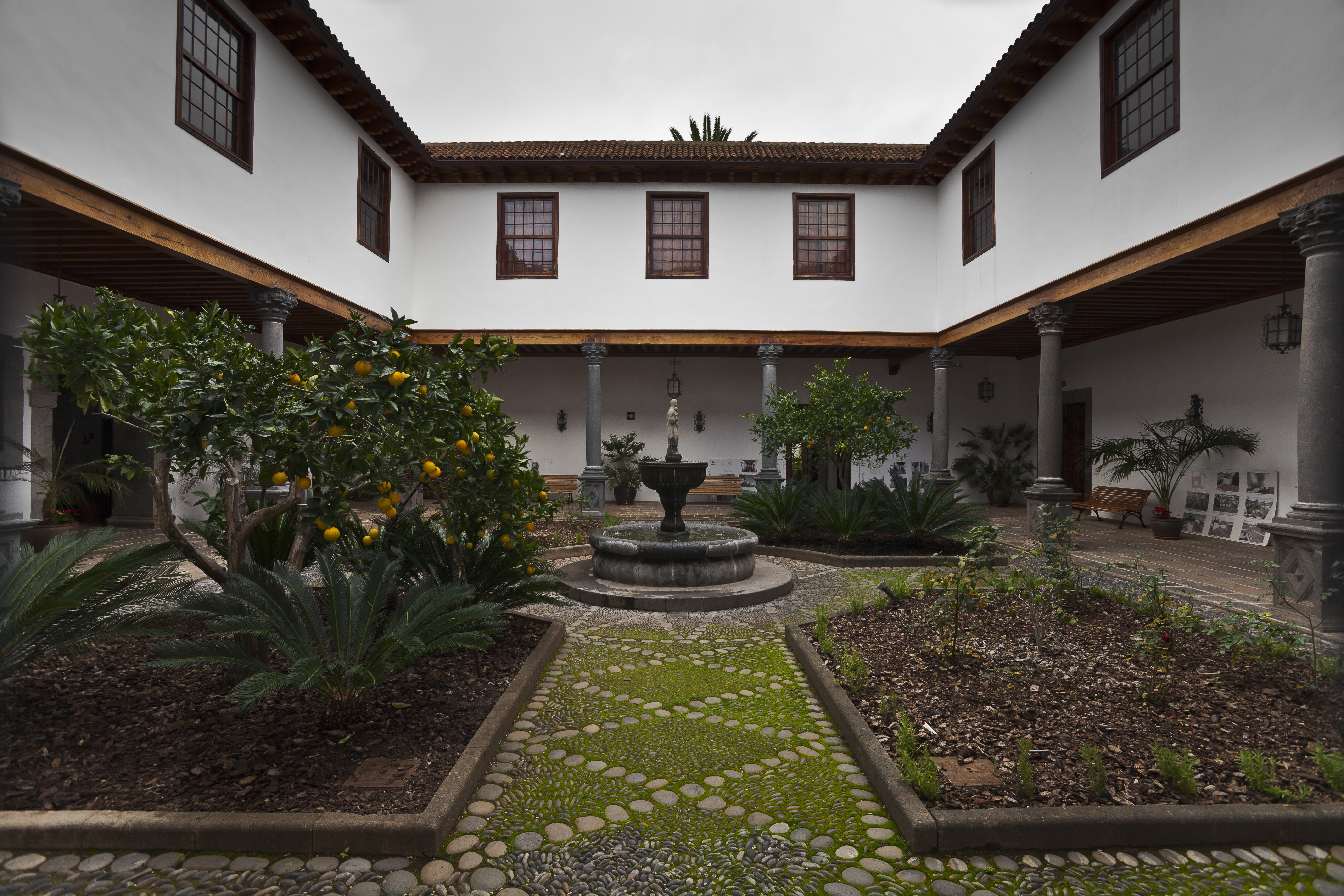
Jardín interior.
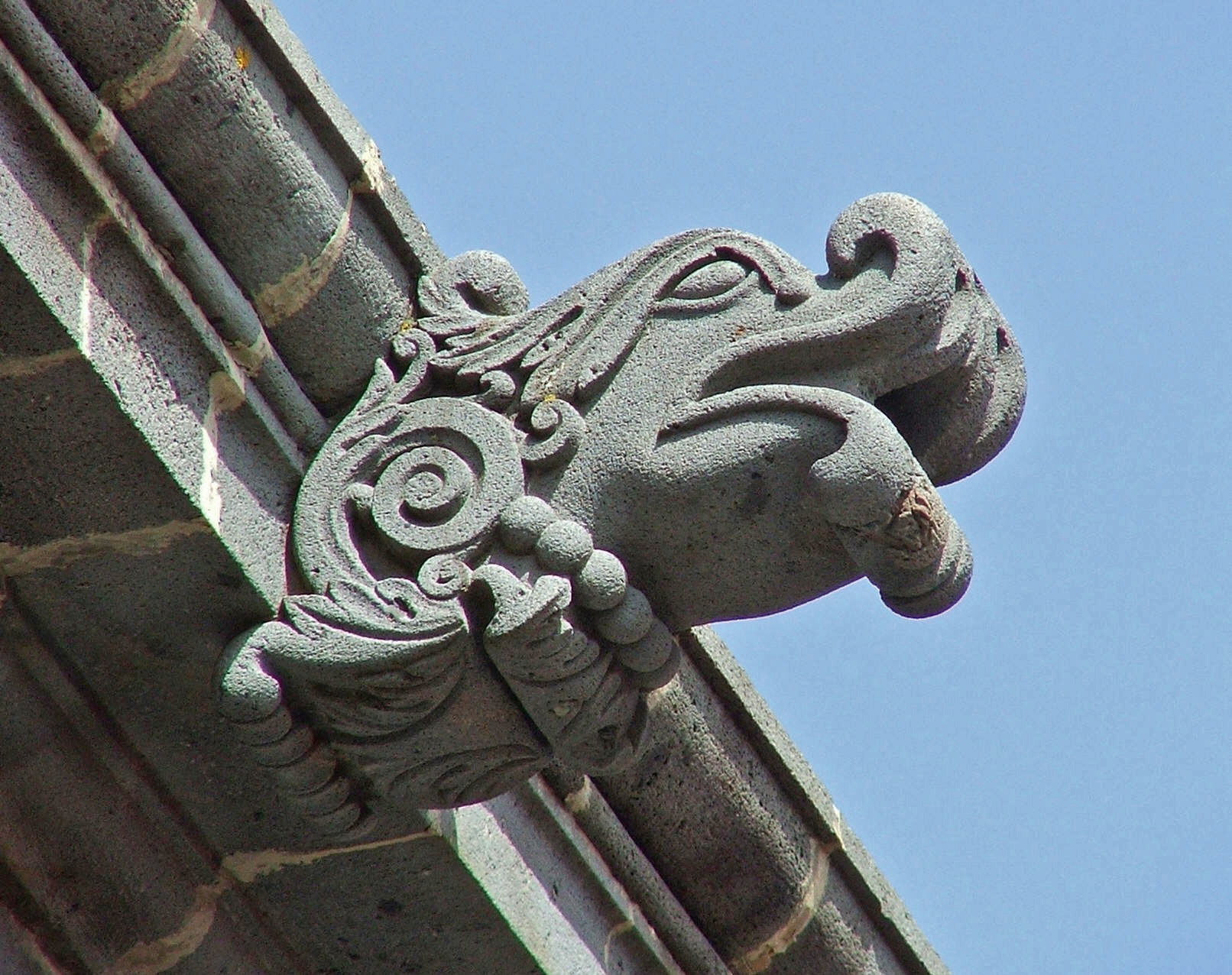
Una de las gárgolas del Palacio.
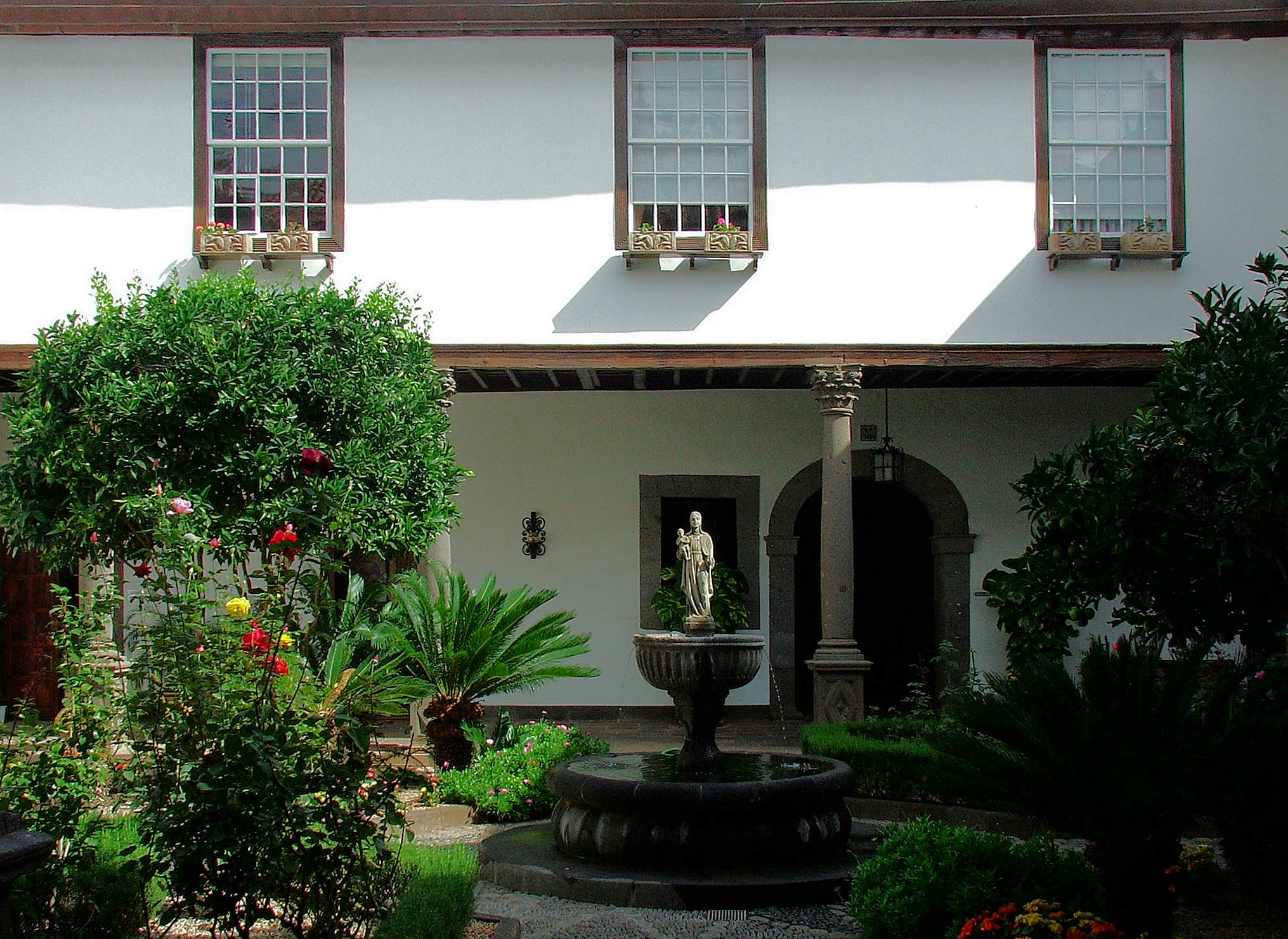
Patio del palacio antes del incendio.
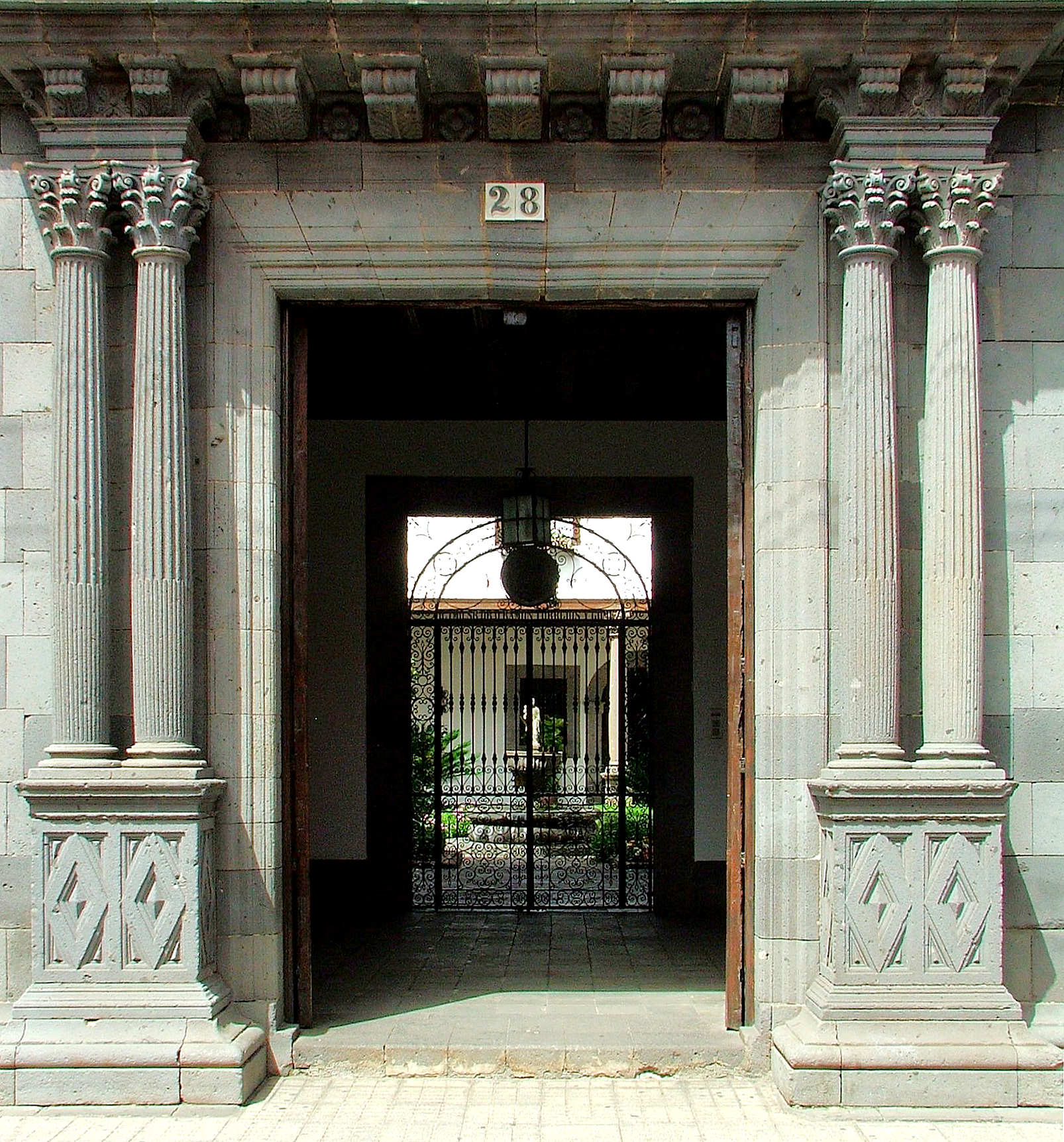
Pórtico de entrada.